# テッラノーヴァ・ダ・シーバリ
テッラノーヴァ・ダ・シーバリ（イタリア語: Terranova da Sibari）は、イタリア共和国カラブリア州コゼンツァ県にある、人口約5,000人の基礎自治体（コムーネ）。

## 地理

### 位置・広がり

#### 隣接コムーネ
隣接するコムーネは以下の通り。
- コリリアーノ＝ロッサーノ
- サン・デメトリオ・コローネ
- スペッツァーノ・アルバネーゼ
- タルシア